# Antonio Fontán Pérez
Antonio Fontán Pérez (Sevilha, 15 de outubro de 1923 – Madri, 14 de janeiro de 2010) foi um jornalista e político espanhol que lutou pela liberdade de imprensa e pela democracia durante o regime de Francisco Franco.
Conhecido membro da prelazia do Opus Dei na Espanha, foi perseguido pelo regime franquista e foi o primeiro presidente do Senado na democracia espanhola.
Foi um dos autores da Constituição espanhola de 1978, que reconhecia a liberdade de expressão e liberdade de informação como direitos fundamentais. Foi senador e presidente do Senado de 1977 a 1979 e deputado às Cortes de 1979 a 1982.
Exerceu o cargo de Ministro da Administração Territorial da Espanha entre 1979 e 1982. Presidiu a Nueva Revista de Política, Cultura y Arte, revista bimestral de atualidades criada em 1990.
O Instituto de Imprensa Internacional IPI (em inglês The International Press Institute), o reconheceu como um dos "Heróis da Liberdade de Imprensa". É Professor Emérito da Universidade Complutense de Madrid.
Estudou nas Universidade  de Sevilha e de Madri, recebeu o doutorado em filologia clássica em 1948, além de participar de forma clandestina em círculos liberais. Dirigiu a revista semanal La Actualidad Española e a revista mensal Nuestro Tiempo antes de ingressar em Madrid, publicação noturna, em setembro de 1966. Pouco depois foi introduzida a lei de imprensa que permitia a censura por parte do governo de então.